# 倫敦時裝週
倫敦時裝週（英語：London Fashion Week）是倫敦每年2月舉辦當年秋冬時裝週、9月舉辦次年春夏時裝週，一年舉辦兩次的服裝交易會，與紐約、米蘭、巴黎時裝週合稱為四大時裝週（英語：Big Four）。

## 歷史和起源
1983年10月，在商業、革新和技能部（英語：Department for Business, Innovation and Skills）的協助下，倫敦發展署（英語：London Development Agency）轄下的英國時裝委員會（英語：British Fashion Council）舉辦了第一屆倫敦時裝週（英語：London Fashion Week）。與紐約、米蘭、巴黎時裝週合稱為四大時裝週（英語：Big Four）。
作為一項惠及納稅人的交易活動，倫敦時裝週備受媒體的關注。倫敦時裝週目前贊助商是梅賽德斯-賓士 、TONI&GUY。有5000多個媒體及時尚買手參與，成交額達4000萬英鎊或1億英鎊不等。以零售為重點、對公眾開放的倫敦時裝週末（London Fashion Weekend）亦在同一地點舉行。

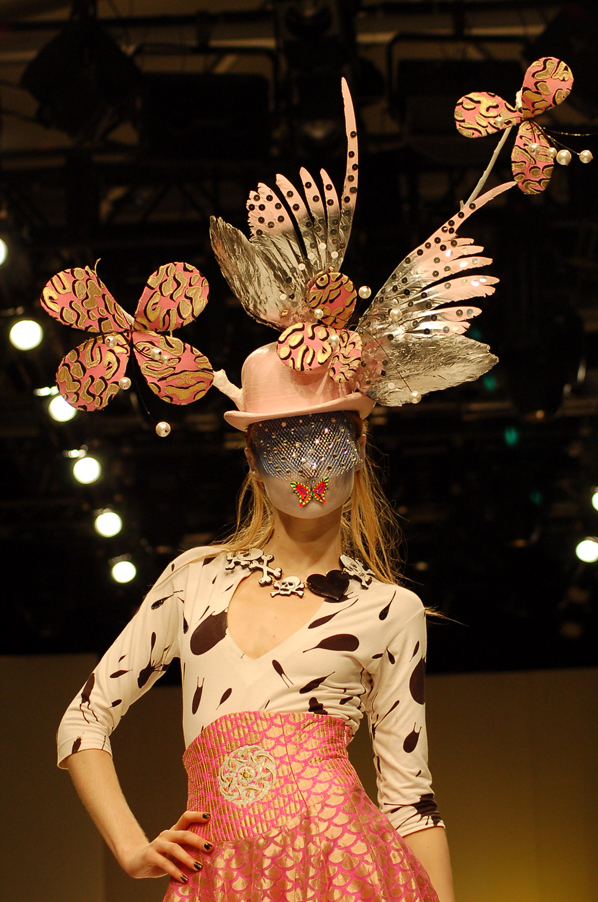
2007春夏倫敦時裝週
設計師馬尼什·阿羅拉的作品秀

主要會場，包括大多數頂尖設計師、時裝屋的走秀，會安排在倫敦市中心的薩默塞特府（Somerset House）中庭的大型帳幕中，而展覽會安排在薩默塞特府的室內舉行，可以容乃超過150名設計師的作品。其它由私人團體組織的走秀，會安排倫敦市中心其它地方（例如：Vauxhall Fashion Scout、On|Off）進行。

## 網絡直播
2010年春季，倫敦時裝週在網上直播薩默塞特府的走秀，成為四大時裝週中，第一個在互聯網直播走秀的時裝週。

## 倫敦男裝系列
2012年夏季起，倫敦推出春夏系列及秋冬系列以外的倫敦男裝系列（London Collections: Men）。2015年6月有77名獨立設計師參展，相對比第一屆倫敦男裝系列，增長了67%。

## 外部連結
- 倫敦時尚活動 （页面存档备份，存于）
- 倫敦時裝週官方網站（页面存档备份，存于）
- 倫敦時裝週網絡直播 （页面存档备份，存于）